# Гільєрмо Арріага
Гільєрмо Арріага Хордан (нар. 13 березня 1958 року в Мехіко) — мексиканський прозаїк, сценарист, режисер і продюсер. Він отримав нагороду за найкращий сценарій на Каннському кінофестивалі 2005 року за сценарій до фільму «Три поховання Мелькіадеса Естради».

## Біографія
Арріага народився в Мехіко в 1958 році і провів дитинство в одному з найбрутальніших районів міста. У 13 років після жорстокої вуличної бійки він втратив нюх.
Арріага закінчив Ібероамериканський університет зі ступенем бакалавра з комунікацій та ступенем магістра з історії та викладав курси з медіадосліджень, перш ніж перейти до ITESM. Арріага описує себе як «мисливець, який працює як письменник» («hunter that works as a writer»).

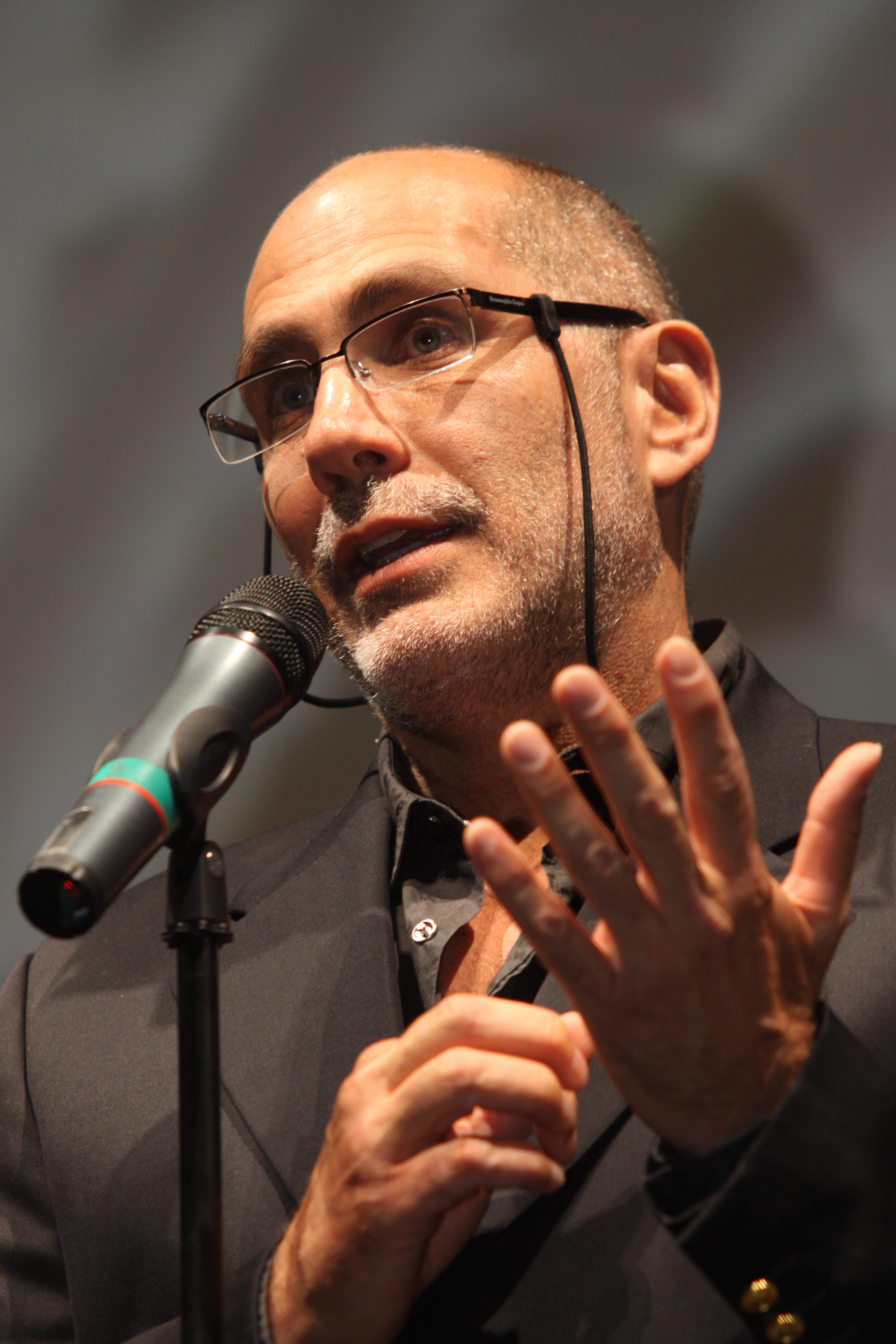
Арріага в Гвадалахарі

Гільєрмо Арріага планував зняти одинадцять короткометражних фільмів про контрасти й протиріччя Мехіко разом з Алехандро Гонсалесом Іньярріту. Однак після трьох років і 36 чернеток вони відмовилися від початкового плану і розвинули три сюжетні лінії в сценарій для фільму «Сука-любов» (Amores Perros, 1999). Фільм отримав номінацію на премію «Оскар» за найкращий іноземний фільм, а також нагороду BAFTA за найкращий фільм іноземною мовою, головний приз «Тижня критики» та нагороду молодих критиків на Каннському кінофестивалі 2000 року, а також багато інших нагород.
Успіх фільму «Сука-любов» приніс Арріагу та Іньярріту запрошення до Сполучених Штатів для зйомок фільму «21 грам» для Focus Features, де серед інших знялися Бенісіо дель Торо, Наомі Воттс і Шон Пенн. За свої ролі у фільмі «21 грам» Дель Торо та Воттс були номіновані на «Оскар», а Арріага отримав номінацію на BAFTA за свій сценарій.
У 2006 році Іньярріту та Арріага закінчили свій третій спільний фільм «Вавилон». З Amores Perros і 21 Grams твір завершує трилогію на теми насильства та смерті. Однак між Арріагою та Іньярріту під час зйомок виникла сварка; Арріазі довелося відмовитися від участі у зйомках, йому також не було дозволено відвідати прем'єру на Каннському кінофестивалі. Та попри все фільм приніс Арріазі номінацію на «Оскар» у 2007 році за найкращий оригінальний сценарій.
У 2008 році Арріага отримав запрошення на 65-й Венеційський кінофестиваль з фільмом «На палаючій землі», своїм дебютом в ролі режисера повнометражного фільму. ВІн був членом журі 67-го Венеціанський міжнародний кінофестиваль 2010 року. Він також написав сценарій та був співпродюсером відзначеного нагородами повнометражного дебюту Лоренцо Вігаса «Каракас, одне кохання» (2015), прем'єра якого відбулася на 72-му кінофестивалі. Цей фільм отримав Золотого лева на Венеціанському міжнародному кінофестивалі.
Його роман Salvar el fuego отримав премію Premio Alfaguara de Novela у 2020 році.
Арріага є членом Академії мистецтв у Мехіко.

## Фільмографія

### Сценарист
- 2000: Сука-любов
- 2003: 21 грам (21 грам)
- 2005: Три поховання — Три поховання Мелькіадеса Естради (The Three Burials of Melquiades Estrada)
- 2006: Бабель
- 2008: На палаючій землі (The Burning Plain)

### Режисер
- 1997: Campeones sin límite (короткометражний документальний фільм)
- 2000: Рохеліо (короткометражний фільм)
- 2008: На палаючій землі (The Burning Plain)

## Книги
- Солодкий аромат смерті (Un dulce olor a muerte)
- Retorno 201: Cuentos, ISBN 978-84-96326-20-0
- Нічний буфало, ISBN 84-96326-18-7
- Дикий (оригінальна назва: El salvaje)
- Врятувати вогонь (Salvar el fuego)